# Aeroporto di Ulawa
L'Aeroporto di Ulawa (IATA: RNA, ICAO: AGAR) è un aeroporto salomonese situato nell'isola di Ulawa nei pressi della cittadina di Arona, nel territorio della Provincia di Makira-Ulawa.